# Sabin Ipiña Hormaetxea
Sabino Andrés Ipiña Hormaechea (Ortuella, Vizcaya, 29 de agosto de 1934 - Portugalete, Vizcaya, 9 de octubre de 2017), conocido como Sabin Ipiña, fue un técnico químico, activista y político español de ideología nacionalista vasca.
Fue concejal del Ayuntamiento de Portugalete (1979-1987) y miembro del gobierno local como concejal delegado de Urbanismo (1979-1987). También fue miembro del Consejo de Administración del ente público Euskal Irrati Telebista-Radio Televisión Vasca (EITB).
Como activista fue un gran promotor de la cultura vasca, siendo uno de los fundadores de la asociación cultural Elai-Alai y del colegio Asti Leku Ikastola, de la que fue el primer director general de la cooperativa. También fue el presidente de la Asociación de Jubilados y Pensionistas de Vizcaya Nagusiak.

## Biografía
Nació en Ortuella (Vizcaya) el 29 de agosto de 1934, hijo de Manuel Ipiña Iza y María Hormaetxea Oregi, aunque vivió en Portugalete desde pequeño. Ingresó en la Escuela de Aprendices de Altos Hornos de Vizcaya (AHV) y después en la escuela profesional Jesuitak Indautxu de Bilbao para ser analista químico. Trabajó como técnico químico en la empresa Sociedad Española de Construcciones Babcock y Wilcox de Sestao.
Creyente y seguidor de la Doctrina Social de la Iglesia, en su juventud se involucró en la Juventud Obrera Cristiana y posteriormente en la Hermandad Obrera de Acción Católica. Miembro del sindicato Eusko Langileen Alkartasuna (ELA), fue delegado de los trabajadores en la Babcock & Wilcox. También fue un gran impulsor del movimiento scout católico (hoy Euskal Herriko Eskautak) del que fue primer delegado en Vizcaya en 1966.
En 1963, Ipiña junto con otros cuatro padres de Portugalete crearon la "Ikastola Elai Alai" (en la actualidad Asti Leku Ikastola), como socios fundadores. Estuvo profundamente involucrado en el proyecto desde el comienzo, hasta el punto de denominársele "motor fundamental de la ikastola". En 1975, con la constitución de la sociedad cooperativa Asti Leku S. Coop. como titular del colegio Asti Leku Ikastola, Ipiña fue nombrado director general de la cooperativa Asti Leku S. Coop. Estuvo en el cargo hasta el año 1978, cuando fue sucedido por Ruper Ormaza.
Ipiña fue un gran impulsor de la creación de un "modelo educativo vasco singular" y del movimiento de las ikastolas. Fue presidente de la Federación de Ikastolas de Bizkaia (federación vizcaína de Ikastolen Elkartea).
Miembro del Partido Nacionalista Vasco (PNV) desde joven, fue miembro activo en la clandestinidad. En 1977 con la transición española, Ipiña fue elegido vicepresidente de la Junta Municipal del PNV de Portugalete.
En las elecciones municipales de 1979, Ipiña fue cabeza de lista y candidato a alcalde de Portugalete por el Partido Nacionalista Vasco. El PNV obtuvo 8 concejales y el PSOE 9 concejales. Doroteo Pinedo Bañales (PSOE) fue electo alcalde de Portugalete y gobernó en coalición con el PNV, en el que Ipiña fue primer teniente de alcalde y concejal de urbanismo de Portugalete.
Tras su jubilación, Ipiña se involucró en los movimientos de pensionistas y de la tercera edad. Fue el presidente de la Asociación de Jubilados y Pensionistas de Vizcaya Nagusiak. También fue propulsor del Consejo de Personas Mayores de la Diputación Foral de Vizcaya del que fue presidente hasta 2015. En 2016 recibió el Premio Solidario ONCE Euskadi 2016, al considerarlo «máximo impulsor» del Consejo Foral de Personas Mayores de Vizcaya y «gran defensor de los derechos» de las personas de la tercera edad.
Falleció en Portugalete (Vizcaya) el 9 de octubre de 2017.